# المنادي الضالع
المنادي هي إحدى قرى الجمهورية اليمنية. تتبع جغرافيا لمحافظة الضالع و إداريًا لمديرية الحصين. يبلغ تعداد سكانها  2100  نسمة تقريبا في عام 2003.